# Comolia prostrata
Comolia prostrata är en tvåhjärtbladig växtart som beskrevs av John Julius Wurdack. Comolia prostrata ingår i släktet Comolia och familjen Melastomataceae. Inga underarter finns listade i Catalogue of Life.